# 张宝东 (1962年)
张宝东（1962年12月—），男，中国信息安全技术专家，中国人民解放军32057部队研究员，中国工程院院士。